# 웅번
웅번(일본어: 雄藩 유우한[*])은 에도 시대 일본에서 세력이 강한 번을 일컫는 말이었다. 경제력과 정치력이 있는 유력 번에 대한 호칭이었다.

## 개요
에도 시대 초기에는 미곡 수확량(表高)이 큰 번이나 금, 은 등의 광산을 소유한 번, 새로운 전답의 개발로 위상이 높아진 번 등 특히 경제력이 컸던 도자마 번에 대해 ‘웅번’이라고 했다. 가가번(100만석), 사쓰마번(77만석), 센다이번(62만석) 등이 대표적인 웅번이었다.
막말은 주로 서일본의 여러 번이 재정 개혁에 성공했고, 경제력을 키워 군비 확충과 인재 등용에서 국정의 발언권을 얻어 ‘웅번’이라고 불리게 되었다. 따라서 당시에는 수확량과의 상관관계는 그리 크지 않았다. 막말의 웅번으로 구성된 집단에는 다음과 같은 것이 있었다.
- 삿초도히(薩長土肥): 사쓰마번, 조슈번, 도사번, 사가번
- 산요 회의(参預会議) : 사쓰마 번, 도사 번, 후쿠이번, 우와지마번, 아이즈번, 후쿠오카번, 구마모토번, (히토쓰바시 도쿠가와 가)
- 온쿄 회의(四侯会議) : 사쓰마 번, 도사 번, 후쿠이 번, 우와지마 번

또, 미토번의 정치적 발언력을 배경으로 ‘세력’으로 불렸다. 히토쓰바시 도쿠가와 가(본성은 미토 가) 출신의 히토쓰바시 요시노부는 상기의 산요 회의에도 참가했다.

## 같이 보기
- 삿초 동맹